# Towarzystwo Miłośników Ziemi Złotoryjskiej
Towarzystwo Miłośników Ziemi Złotoryjskiej – największa, mająca ponad setkę członków, organizacja pozarządowa w powiecie złotoryjskim. Stowarzyszenie powstało 17 września 1987 roku. Głównym celem działalności jest kultywowanie historii ziemi złotoryjskiej, a także wspieranie działań mających na celu rozwój i promocję turystyczną tych ziem. Towarzystwo swoje cele wykonuje poprzez działalność wydawniczą, organizowanie imprez kulturalnych oraz sesji popularnonaukowych. Jednym z ważniejszych działań jest także utrzymywanie kontaktu z tzw. „Goldbergerami”, czyli przedwojennymi mieszkańcami ziemi złotoryjskiej i ich potomkami.

## Działalność wydawnicza
Towarzystwo Miłośników Ziemi Złotoryjskiej jest wydawcą wielu publikacji o ziemi złotoryjskiej i jej historii. Co miesiąc wydaje gazetę lokalną Echo Złotoryi, która została laureatem Dolnośląskiego Klucza Sukcesu 2013 w kategorii „najlepsza gazeta lub lokalny portal internetowy”. Gazeta jest tworzona społecznie przez entuzjastów ziemi złotoryjskiej, funkcję redaktora naczelnego pełnił społecznie przez wiele lat Robert Pawłowski, a obecnie Joanna Sosa-Misiak.
Do najważniejszych publikacji TMZZ należą:
- R. Gładkiewicz – Dzieje Złotoryi (1997)[4],
- R. Gorzkowski – Kościół Najświętszej Marii Panny w Złotoryi,
- A. Michler – Złotoryjskie rody. Helmrichowie,
- M. Michler, A. Michler – Aurimontanie, Goldbergerzy, Złotoryjanie[5],
- R. Gorzkowski, K. Maciejak – Złotoryja i okolice,
- Najstarsze widokówki Złotoryi i okolic,
- Dawniej i dziś. Ziemia Złotoryjska w widokach,
- W modelarskiej miniaturze. Modelarstwo lotnicze w Złotoryi do 2014 r.
- Franciszkanie w Złotoryi.

Ponadto TMZZ wydaje także współczesne widokówki oraz reprodukcje przedwojennych widokówek.

## Działalność kulturalna i popularnonaukowa
Towarzystwo rokrocznie organizuje oraz współorganizuje wydarzenia kulturalne i sesje popularnonaukowe. Do wydarzeń cyklicznych należą:
- Rajd Jadwiżański
- Powiatowy Dzień Regionalisty
- Europejskie Dni Dziedzictwa
- Złotoryjska Pielgrzymka Drogą św. Jakuba
- Rajd Czterech Świątyń Jadwiżańskich
- Złotoryjska Biesiada Kresowa
- Karczma Piwna

W roku 2011, w którym Złotoryja obchodziła 800-lecie, zorganizowano „I Sympozjum Ojców Miasta”, wystawę „800 lat miejskiej historii Złotoryi”, kilka odczytów oraz sesję popularnonaukową „Złotoryjanie”.

## Popularyzacja kresów
W Ośrodku Dokumentowania i Opracowywania Dziejów Ziemi Złotoryjskiej urządzona została Izba Kresowa i oddana pod opiekę Kołu Kresowian. Gromadzi ono tutaj pamiątki z Kresów oraz odnośną literaturę. Opiekę nad Izbą Kresową sprawuje Danuta Sosa oraz wiceprezes Tomasz Szymaniak. W latach 2002–2004 organizowane były konkursy literackie „Kresy Wschodnie”. Od kilku lat rokrocznie TMZZ organizuje Biesiadę Kresową.

## Działalność samorządowa
Towarzystwo Miłośników Ziemi Złotoryjskiej od lat we władzach miasta i powiatu miało swoich przedstawicieli wystawiając własny komitet wyborczy. W wyborach samorządowych 2010 komitet wyborczy stowarzyszenia wprowadził do Rady Miejskiej w Złotoryi aż 6 radnych. Przewodniczącym Rady Miejskiej został Roman Gorzkowski. Przewodniczącym Rady Powiatu Złotoryjskiej w kadencji 2010–2014 został członek zarządu Zenon Bernacki, jednak do rady wszedł z innego komitetu wyborczego.

## Władze
W kadencji 2016–2019 w skład Zarządu TMZZ wchodzili:
- Aleksander Borys – prezes
- Kazimiera Tuchowska – wiceprezes
- Krystyna Rybicka – skarbnik
- Małgorzata Pokrywka – sekretarz

Dawniej funkcję prezesa pełnili:
- Alfred Michler (1987–1990)
- Roman Gorzkowski (1992–1997)
- Aleksander Borys (1990–1992, 1997–2013, od 2016)
- Aleksander Pecyna (2013–2016)